# 石槍

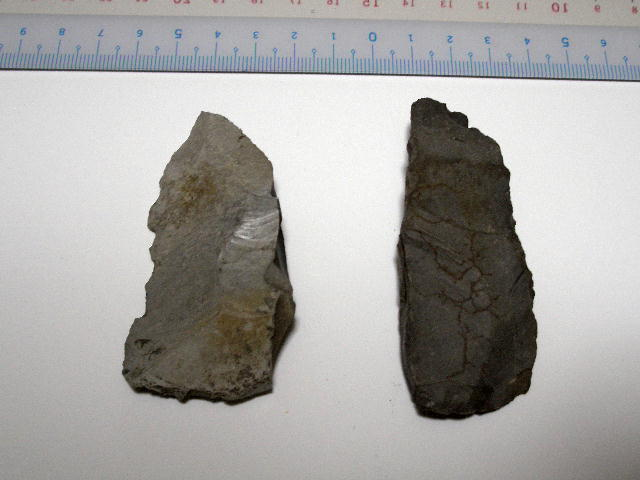

石槍（いしやり）とは、打製石器の一種で、石で作った槍の頭の部分である。槍先と推定される打製石器も含む。

## 概要
つるで作った紐で棒に結びつけて使用した。主に、落とし穴に落ちた動物を刺し、とどめとしたものと思われる。
日本でも後期旧石器時代に盛行する。神奈川県下九沢（しもくざわ）遺跡の立川ローム第2黒色帯出土が最古である。第1黒色帯以降のⅡ期後半に発達する。九州には断面三角形の石槍や中型の石刃で一端が尖り他端を基部につくった剥片尖頭器がある。これと同じものが長野にも見られ、朝鮮半島からも類似品が出土している。続く細石刃文化でも石槍はあるが多くない。